# 波卡洪塔斯縣 (愛阿華州)
波卡洪塔斯縣（英語：Pocahontas County）是美國愛阿華州西北部的一個縣。面積1,500平方公里。根據美國2000年人口普查，共有人口8,662。縣治波卡洪塔斯 (Pocahontas)。
成立於1851年。縣名紀念波瓦坦族酋長之女波卡洪塔斯。